# Coordonate astronomice ecuatoriale
Coordonatele astronomice ecuatoriale sunt coordonate astronomice având la bază planul ecuatorului terestru. 
Coordonatele ecuatoriale sunt ascensia dreaptă  și declinația. În loc de ascensia dreaptă se poate utiliza unghiul orar; de obicei perechea de coordonate rezultate, formată din unghiul orar și declinație, se numește coordonate orare.
Declinația unui punct de pe sfera cerească este unghiul dintre direcția de la observator spre acel punct și planul paralel la planul ecuatorului prin punctul în care se află observatorul. Declinația este considerată cu semnul plus dacă punctul este la nord de planul ecuatorului și cu semnul minus dacă se află la sud.

Unghiul orar al unui punct este unghiul format de:
- semiplanul delimitat de paralela la axa Pământului prin observator și conținând zenitul observatorului
- semiplanul delimitat de paralela la axa Pământului prin observator și conținând punctul dat.

Unghiul orar este măsurat de la meridianul superior către vest, luând valori între 0° și 360°. Unghiul orar este specificat adesea în unități de timp, 360° corespunzând la 24 de ore.
Ascensia dreaptă a unui punct este unghiul format de
- semiplanul delimitat de paralela la axa Pământului prin observator și conținând punctul vernal
- semiplanul delimitat de paralela la axa Pământului prin observator și conținând punctul dat.

Ascensia dreaptă se măsoară de la punctul vernal către est, de la 0° la 360°.
Suma dintre unghiul orar al unui punct și ascensia dreaptă a acelui punct este egală cu unghiul orar al punctului vernal. Unghiul orar al punctului vernal este numit timpul sideral al observatorului.

Neglijând paralaxa (insesizabilă pentru stele cu excepția celor mai apropiate dintre ele), precesia și mișcarea proprie a stelei, ascensia dreaptă și declinația unei stele rămâne fixă în timp. Din cauza precesiei, este necesar să se precizeze la ce moment s-a făcut determinarea coordonatelor.